# Kostyál Pál
Tharnói Kostyál Pál (1837. - Nyitra, 1912. február 9.) nyitrai alispán, 1886–1898 között Nyitra polgármestere.

## Élete
Testvérei Mária és Emilia voltak. 1888-tól második felesége Rieszner Kornélia (1870-1921), gyermekeik ifj. Kostyál Pál, Marianna és Ilona (Fratrits Kálmánné, Kalmár Gyuláné; 1889-1972) voltak.
1862-től és 1867-től első aljegyző, 1870-ben már főjegyző volt. 1879–1881 között alispán. Az alispáni székből állítólag Szalavszky Gyula túrta ki. 1886–1898 között Nyitra polgármestere, majd nyugalomba vonulva Nyitra tiszteletbeli tanácsnoka volt.
Valószínűleg ő volt a későbbi üzemeltetője Nyitra második, az Arnold Ede féle szigeti (Sihoť) fürdőjének. Ezt a korábban Zúgóként ismert részen épült fürdőt róla nevezték el a helyiek. 1887-ben gyűjtött a budapest-budai ev. reform. templom építésére is. 1893-ban üdvözölte Bende Imre nyitrai püspököt hivatala elfoglalásakor. 1893-ban valószínűleg Libertiny Gusztávval együtt írta alá Jókai Mór ötvenéves írói jubileumára küldött üdvözlő iratot. Részt vett a zobori millenniumi emlékmű felavatásán.
A nyitrai temetőben nyugszik.
Szerkesztette a Nyitra című politikai hetilapot 1872. október 6-tól annak megszűnéséig 1873. január 5-én. Része volt a Nyitrai Kereskedelmi és Hitelintézet vezetésében, illetve a Nyitrai Népbank igazgatósági tagja volt. A városi római katolikus iskolaszék világi elnöke volt.

## Művei
- Két cím nélküli röpiratot adott ki 1883-ban Budapesten és Pozsonyban, melyekben a gróf Berchtold László főispán által ellene emelt vádak ellen védekezett.